# 埃朗盖维尔
埃朗盖维尔（法語：Hérenguerville，法語發音：[eʁɑ̃ɡɛʁvil]）是法国芒什省的一个市镇，属于库唐斯区。2019年，埃朗盖维尔与临近的3个市镇并入市镇谢讷河畔凯特勒维尔。

## 地理
埃朗盖维尔（48°58'37"N, 1°30'4"W）面积2.71 平方千米，位于法国诺曼底大区芒什省，该省份为法国西北部沿海省份，西、北、东北三面环大西洋，东起顺时针与卡爾瓦多斯省、奧恩省、马耶讷省和伊勒-维莱讷省接壤。
与埃朗盖维尔接壤的市镇（或旧市镇、城区）包括：谢讷河畔凯特勒维尔、滨海蒙马丹、滨海欧特维尔、阿诺维尔、延维尔。

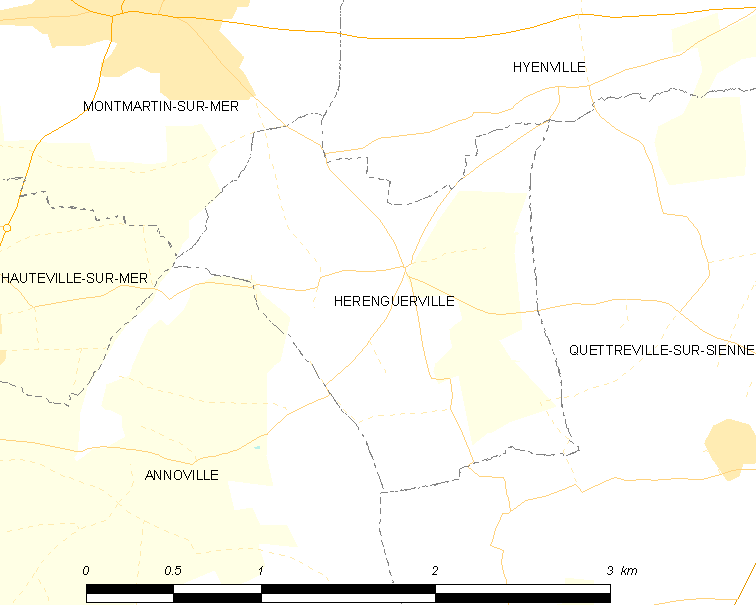
埃朗盖维尔的OSM定位图

埃朗盖维尔的时区为UTC+01:00、UTC+02:00（夏令时）。

## 行政
埃朗盖维尔的邮政编码为50660，INSEE市镇编码为50244。

## 政治
埃朗盖维尔所属的省级选区为谢讷河畔凯特勒维尔县。

## 人口

1962-2008年间埃朗盖维尔人口变化图示

埃朗盖维尔于2018年1月1日时的人口数量为200人。